# Songfestival von Knokke

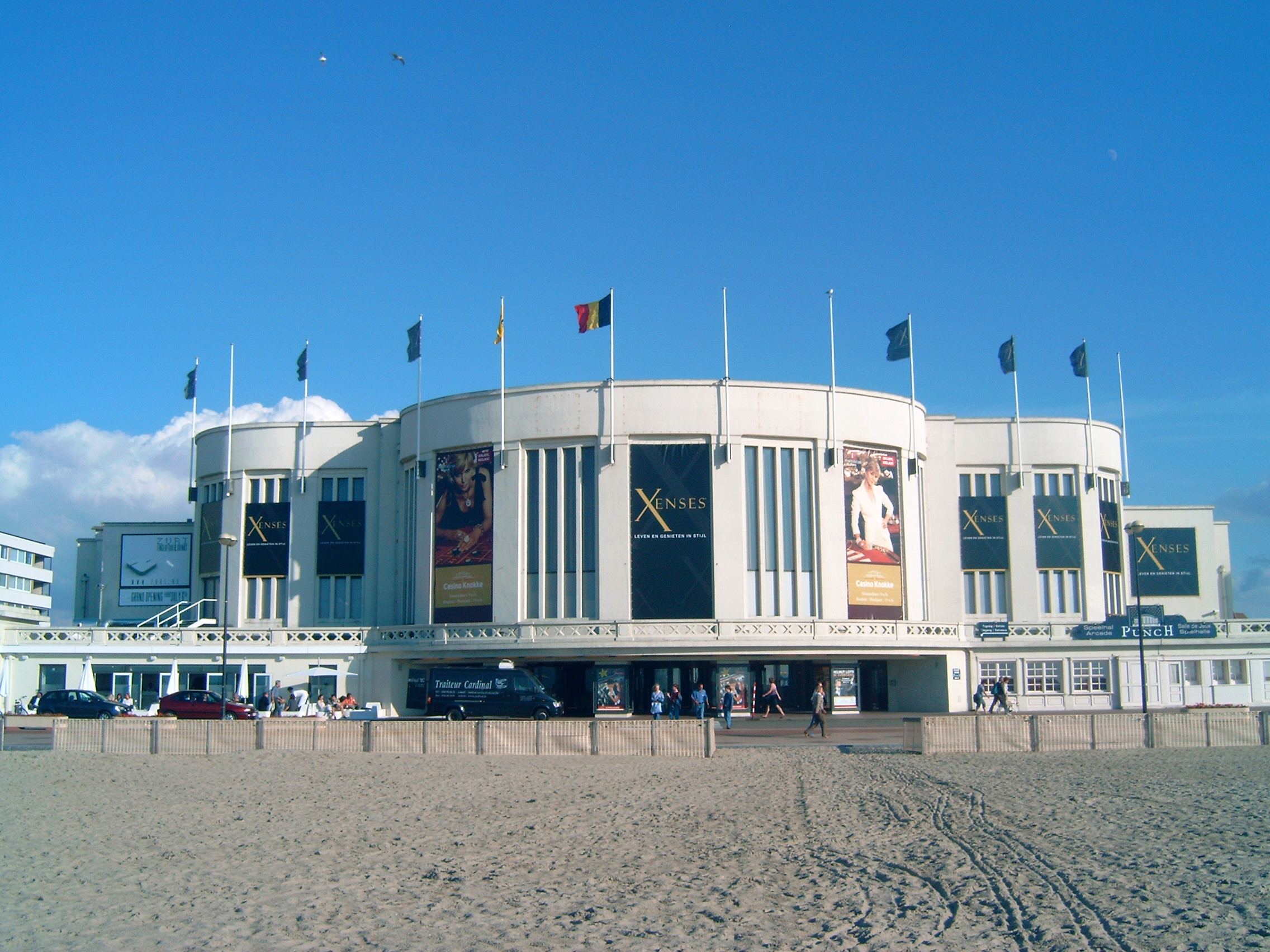
Das Casino in Knokke-Heist war der Austragungsort des Festivals.

Das Songfestival von Knokke (niederländisch Songfestival van Knokke, französisch Festival de la chanson de Knokke bzw. Coupe d’Europe du tour de chant) war ein musikalischer Wettstreit mit Teilnehmern aus zahlreichen nord-, west- und südeuropäischen Ländern. Es wurde von 1959 bis 1973 jährlich im Casino der belgischen Stadt Knokke ausgetragen und war in den 1960er-Jahren nächst dem Festival von Sanremo und dem Grand Prix Eurovision de la Chanson der bedeutendste Wettbewerb des Schlager, Chansons und Popmusik umfassenden Musikgenres. Für manchen Interpreten bedeutete Knokke den Einstieg in seine internationale Karriere.

## Teilnehmende Staaten
Jedes teilnehmende Land entsandte fünf (bei den letzten Austragungen nur noch drei) Künstler, deren Vorträge von einer Jury aus je zwei Personen aus den Teilnehmerstaaten bewertet wurden; der Wettbewerb dauerte eine ganze Woche und verlief nach dem aus dem Sport bekannten Pokalmodus mit ausscheidenden und weiterkommenden Teams bis zum Finale. Die exakten Regularien waren über die Jahre kleinen Veränderungen unterworfen. Außer Belgien nahmen die Niederlande, Frankreich, die Bundesrepublik Deutschland, das Vereinigte Königreich und Italien an sämtlichen 15 Festivals teil. Weitere Teilnehmer kamen aus Österreich (1964), Spanien (1969–1973), Dänemark (1971), Schweden (1972), Portugal (1972) und – als einzigem Staat des Ostblocks – Rumänien (1971 und 1972).
Den einzigen deutschen Sieg trugen 1960 Heinz Sagner, Frank Forster, Inge Brandenburg sowie die beiden Österreicher Hannelore Auer und der am höchsten bewertete Udo Jürgens davon. Sie setzten sich mit 445 zu 421 Punkten im Finale gegen die Niederlande durch.
Im Jahr 1972 gab es nach dem eigentlichen Wettbewerb noch einen Wettstreit zwischen Teams aus Europa und den USA. An diesem Superfinale nahmen für die europäischen Länder die Bestplatzierten (Kalinka, Mary Roos, Malcolm Roberts, Nino Bravo und Dida Drăgan) teil, für die Vereinigten Staaten gingen David Blue, Annette Peacock, Lori Lieberman, Richard Landis und Nelson Sardelli auf die Bühne. Die Europäer gewannen mit 399 zu 309 Punkten.
Die niederländische Rundfunkgesellschaft KRO übertrug 1972 den Vorrundentag mit den Teams aus Großbritannien, Portugal und den Niederlanden am 8. Juli 1972 unter dem Titel Veertiende Europabeker voor zangvoordracht („14. Europapokal für Gesangsvortrag“) auf Nederland-1. Auch das Halbfinale wurde ausgestrahlt;  das Finale wurde jedoch, nachdem das niederländische Team ausgeschieden war, nicht gesendet. Allerdings konnten die Zuschauer am 12. Juli 1972 das „Superfinale“ Europa gegen die USA verfolgen.
Im Vereinigten Königreich gab es am 16. September 1972 eine von Malcolm Roberts präsentierte Zusammenfassung des Wettbewerbs in der Sendung Golden Seashallow Awards 1972 bei BBC2.

## Die Sieger des Festivals

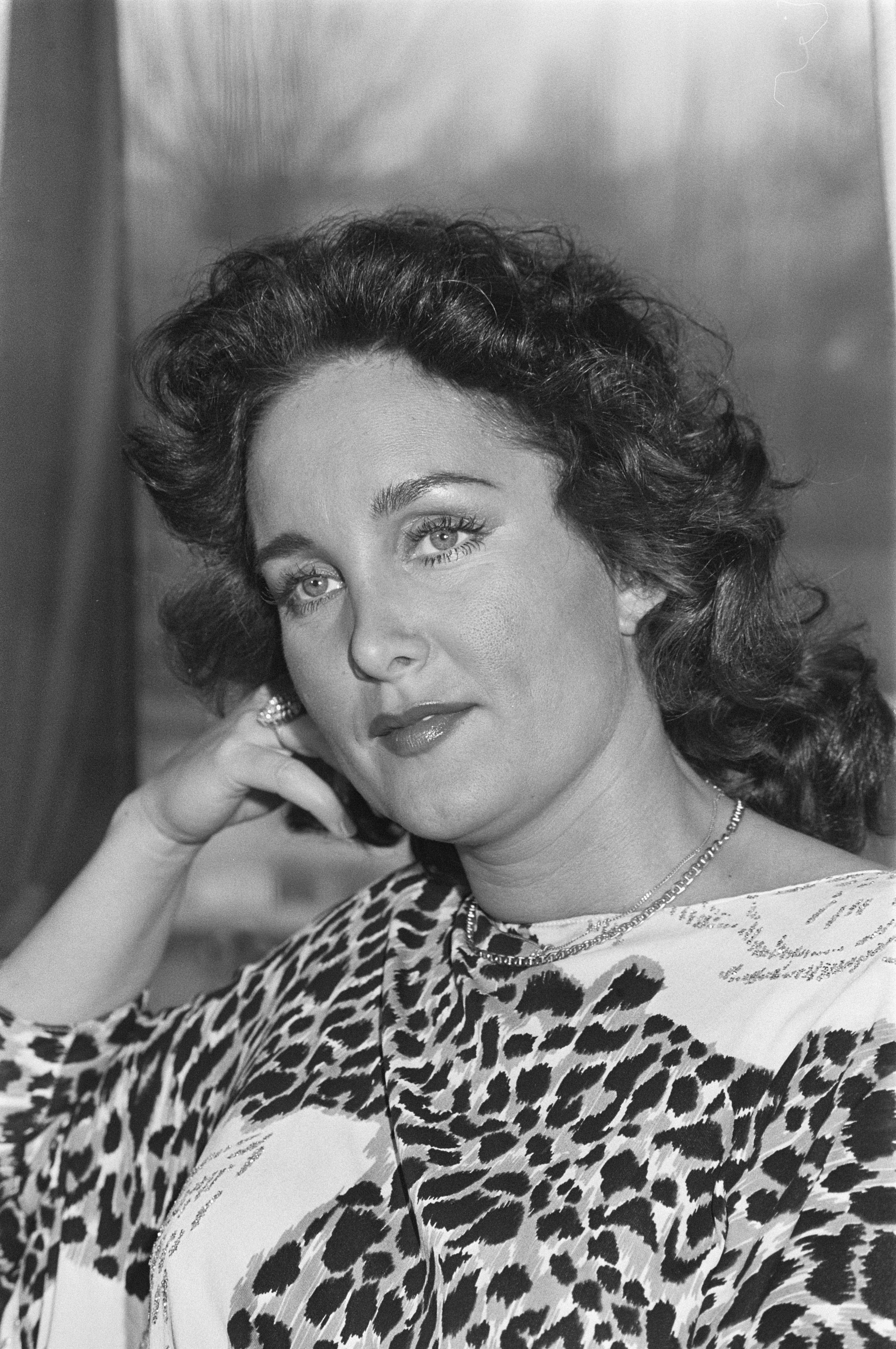
Shirley, Siegerin 1964

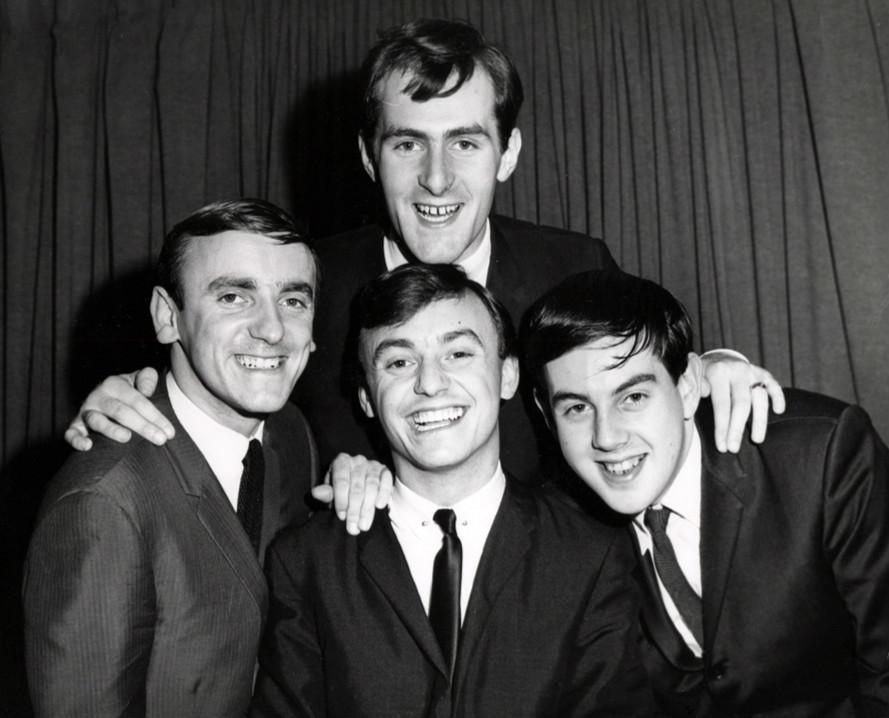
Gerry Marsden (unten in der Mitte), Sieger 1967

| Jahr | Siegernation           | siegreiche Interpreten                                                         |
| ---- | ---------------------- | ------------------------------------------------------------------------------ |
| 1959 | Frankreich             | Jean-Paul Vignon, Gélou, Olivier Jeanès, Robert Jeantal, Jean-Yves Gran        |
| 1960 | Deutschland            | Heinz Sagner, Hannelore Auer, Frank Forster, Inge Brandenburg, Udo Jürgens     |
| 1961 | Vereinigtes Königreich | Tino Valdi, Carmitta, Ken Kirkham, Kathy Kirby, Dick Francis                   |
| 1962 | Frankreich             | Christiane Legrand, Alain Barrière, Luce Klein, Joël Holmès, Billy Bridge      |
| 1963 | Frankreich             | Jacqueline Danno, Billy Nencioli, Gérard Mélet, Nicole Croisille, Anton Valéry |
| 1964 | Niederlande            | Willeke Alberti, Shirley, Trea Dobbs, Ilonka Biluska, Rita Hovink              |
| 1965 | Niederlande            | Greetje Kauffeld, Liesbeth List, Connie van Bergen, Suzie, Jan Arntz           |
| 1966 | Vereinigtes Königreich | Truly Smith, Chloe Walters, Eden Kane, Jimmy Wilson, Engelbert Humperdinck     |
| 1967 | Vereinigtes Königreich | Lois Lane, Gerry Marsden, Oscar, Dodie West, Roger Whittaker                   |
| 1968 | Belgien                | Lily Castel, Ann Christy, Hugo Dellas, Nicole Josy, Jacques Raymond            |
| 1969 | Spanien                | Conchita Bautista, Nuria Feliù, Pedro Gene, Guillermina Motta, Peret           |
| 1970 | Spanien                | Christina, Dova, Dyango, Julio Iglesias, Jaime Morey                           |
| 1971 | Rumänien               | Aurelian Andreescu, Mihaela Mihai, Aura Urziceanu                              |
| 1972 | Vereinigtes Königreich | Penny Lane, Malcolm Roberts, Union Express                                     |
| 1973 | Belgien                | Cecily Forde, Rita Deneve, Kalinka                                             |

## Weitere bekannte Interpreten

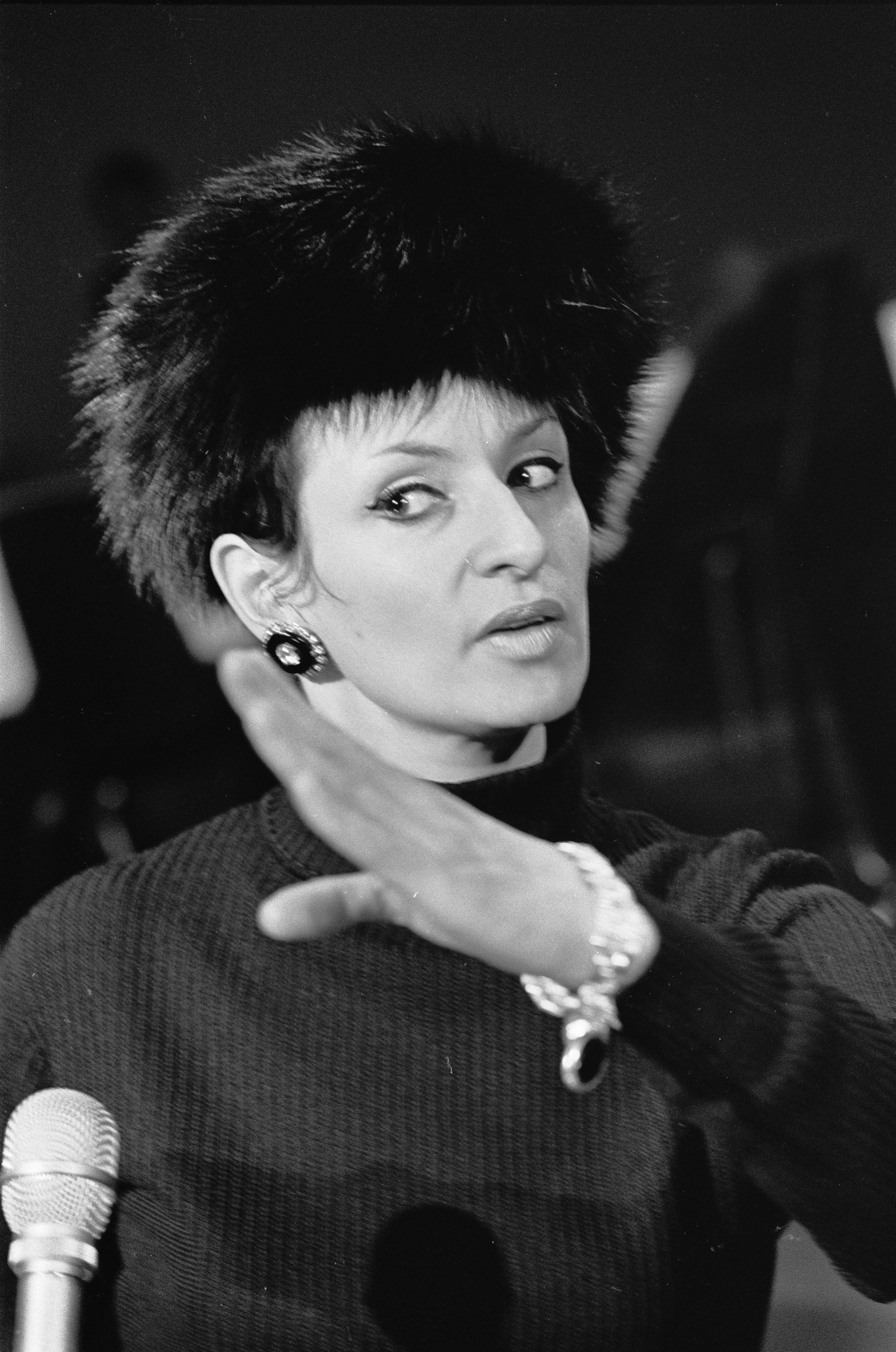
Barbara (1968)

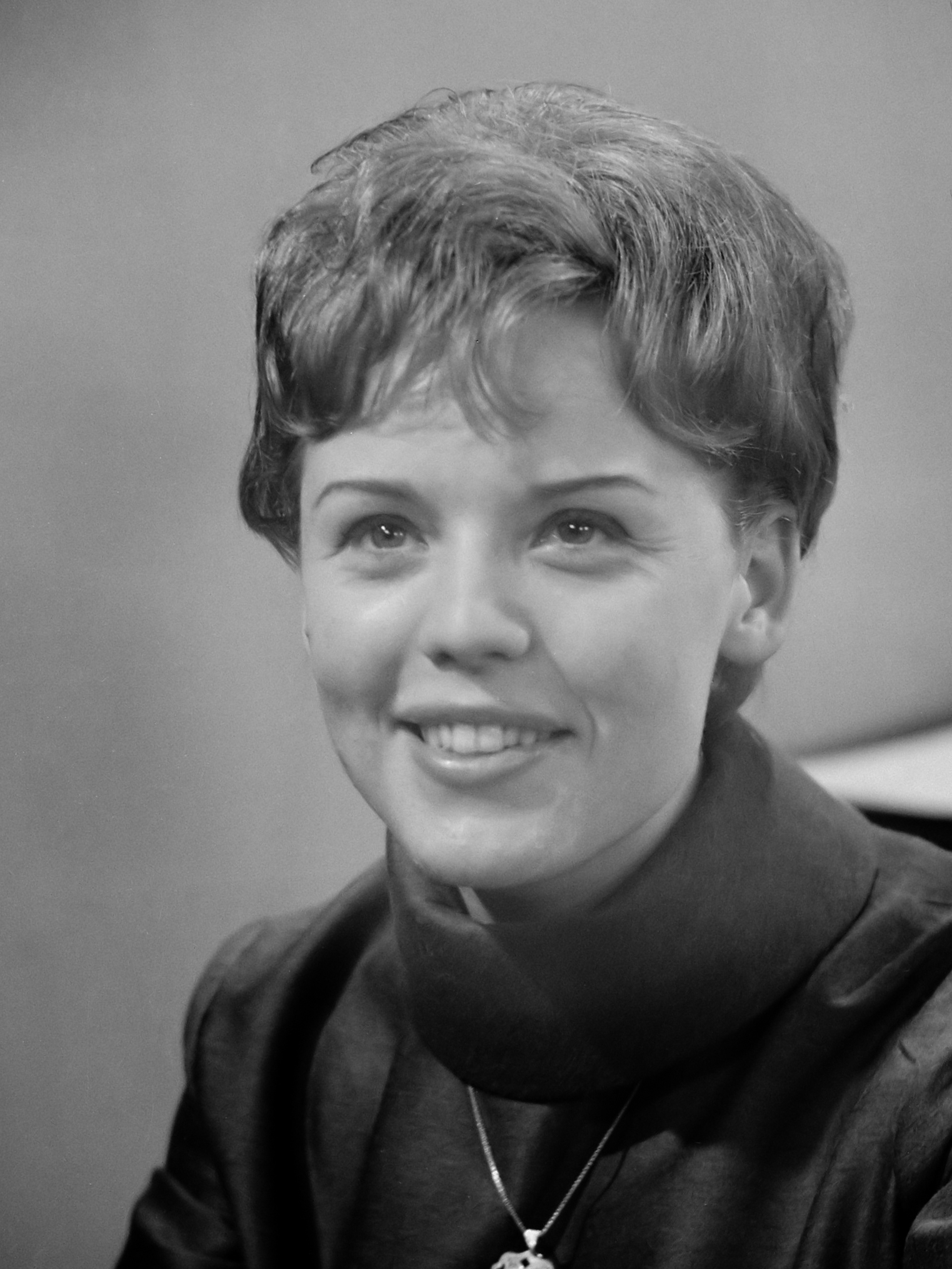
Greetje Kauffeld (1961)

Das Gastgeberland Belgien wurde neben vielen weiteren Künstlern durch Louis Neefs (1959), Eddie Defacq (1965) und Micha Marah (1973) repräsentiert. Für Frankreich traten in Knokke auch Barbara (1960), Jean Ferrat, Isabelle Aubret (beide 1961), Pierre Barouh (1964), Pascal Danel (1966), Romuald Figuier (1967), Michèle Torr (1969), Dominique Dussault (1970) sowie Noëlle Cordier (1970 und 1973) auf. Besonders groß war insbesondere in den frühen Jahren die Zahl bekannter niederländischer Interpreten, die dieses Festival als europäische Bühne nutzten: 1959 Annie Palmen, 1960 Teddy Scholten, Corry Brokken, Willy Alberti und Rita Reys (diese 1973 noch einmal), 1961 Ramses Shaffy, 1962 Anneke Grönloh und Mieke Telkamp, 1967 Patricia Paay und Jerry Rix, 1968 und 1973 Ben Cramer, 1969 Marjol Flore und Dave Levenbach.

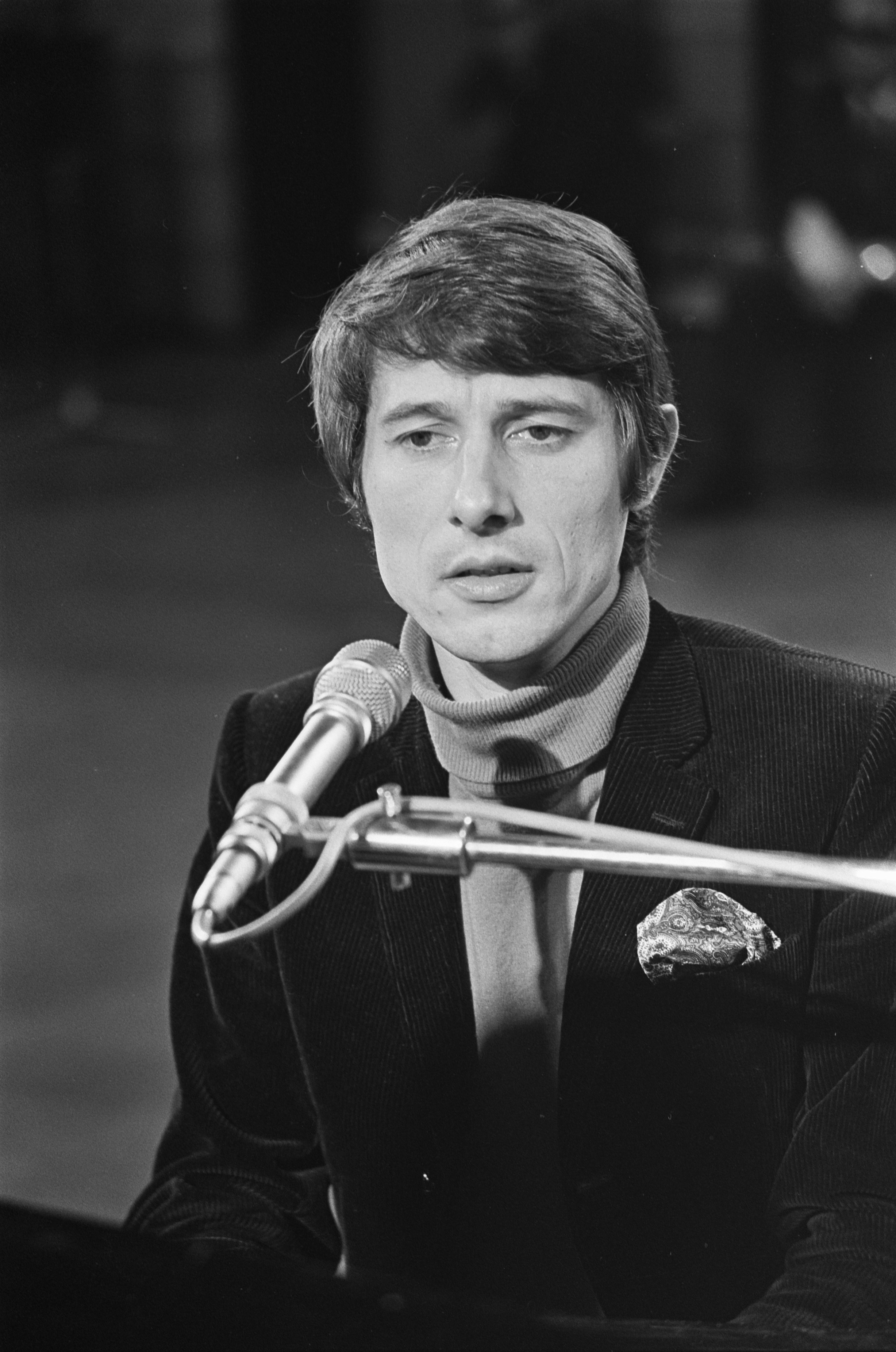
Udo Jürgens (1968)

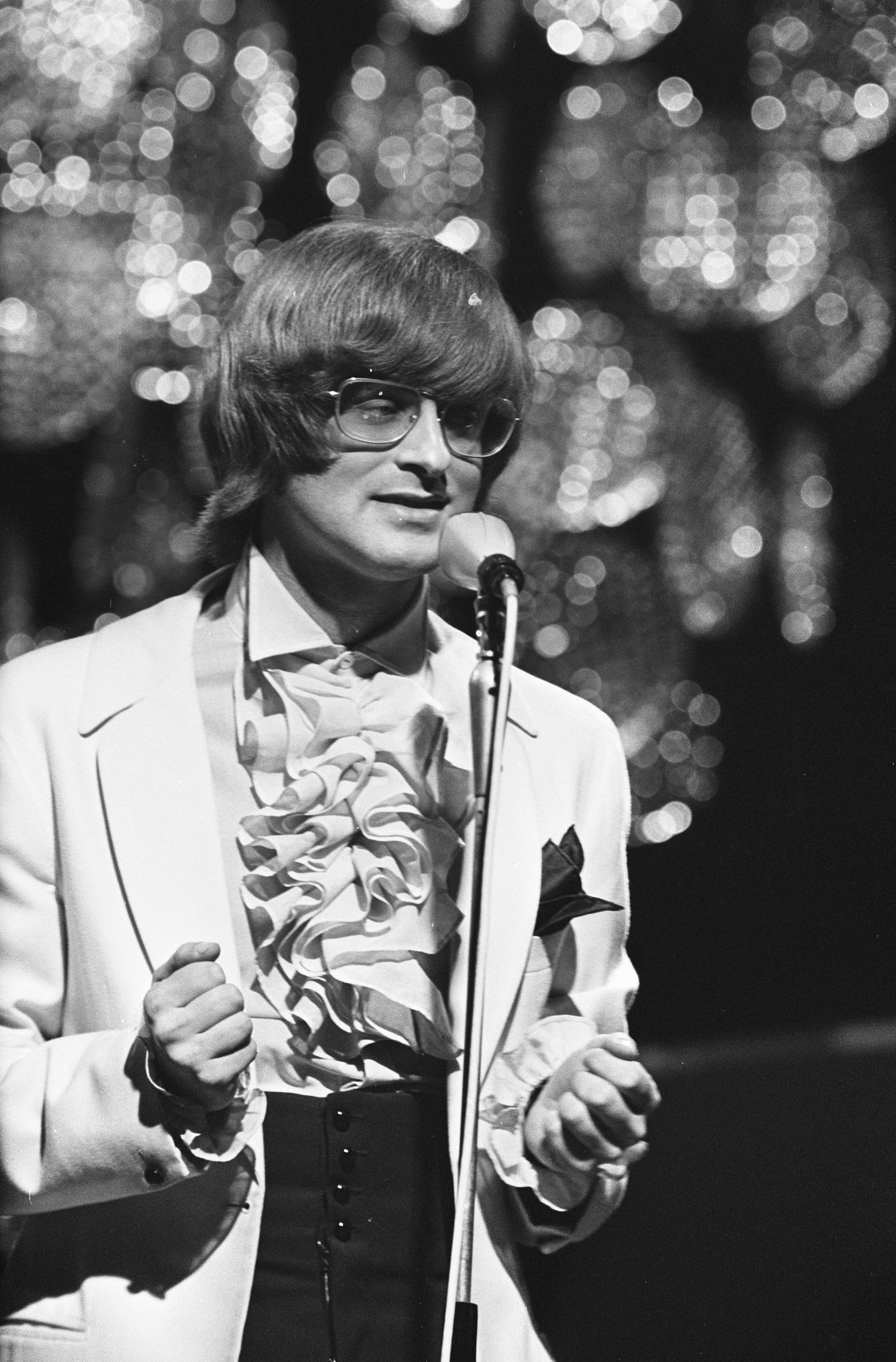
Dave Levenbach (1969)

Großbritannien entsandte unter anderem auch noch Craig Douglas (1959), Matt Monro (1960), Noel Harrison und Anita Harris (1962), Clodagh Rodgers (1963), Dave Berry (1965 und 1973), Wayne Fontana, Marty Wilde (beide 1968) und Tony Christie (1970) nach Belgien. Die Liste namhafter Künstler, die Westdeutschland in Knokke vertreten haben, begann 1959 mit Ted Herold und setzte sich bis 1966 unter anderem mit Wyn Hoop, Rainer Bertram, Angelina Monti, Nana Gualdi, René Kollo, Mary Roos, Peter Beil, Roy Black, Bernd Spier, Tony Marshall, Katja Ebstein und Marion fort. In den späteren Jahren des Wettbewerbs versuchten – allerdings gleichfalls vergeblich – noch Suzanne Doucet, Reinhard Mey, Daisy Door, Johnny Tame, Sibylle Kynast, Roberto Blanco, Joy, Peter Rubin oder Cindy und Bert, der Bundesrepublik nach 1960 zu einem zweiten Sieg zu verhelfen. Aus Italien traten beispielsweise 1965 Iva Zanicchi, Nicola Di Bari und Bruno Lauzi bei dem Festival auf, 1968 Pino Donaggio und Dori Ghezzi sowie 1971 Fiorella Mannoia. Erwähnenswert bei der jeweils einzigen Teilnahme ihres Landes sind auch noch Teddy Binder, Heinz Wimmer, Heidi Molnar, Gerda Nord und Fred Perry (1964 für Österreich), die Dänin Birthe Kjær (1971) und die Portugiesin Tonicha (1972).